# Miejska Hala Sportowa im. Andrzeja Grubby w Starogardzie Gdańskim
Miejska Hala Sportowa im. Andrzeja Grubby – hala sportowa w Starogardzie Gdańskim, w Polsce. Obiekt został wybudowany w 2003 roku ze środków budżetu miasta oraz Totalizatora Sportowego. Hala nosi imię polskiego tenisisty stołowego, Andrzeja Grubby. Obiekt znajduje się obok Stadionu Miejskiego im. Kazimierza Deyny. Na hali swoje spotkania rozgrywają koszykarze klubu SKS Starogard Gdański.